# Flint Hill (Antarktika)
Der Flint Hill ist ein 995 m hoher Hügel im ostantarktischen Viktorialand. In der Asgard Range ist er die zentrale Erhebung des Flint Ridge und ragt östlich des Sagittate Hill auf.
Das Advisory Committee on Antarctic Names benannte ihn 1997 in Anlehnung an die Benennung des gleichnamigen Gebirgskamms. Dessen Namensgeber ist Lawrence A. Flint, im Jahr 1972 Manager des Berg Field Center für geologische Forschung auf der McMurdo-Station im Rahmen des United States Antarctic Program.